# Faro de la Barra
El Faro de la Barra o Faro de Santo Antonio (portugués Farol da Barra) se localiza en la antigua punta del Padrão, actual Punta de Santo Antonio, en Salvador de Bahía, en el litoral del estado de Bahía, en Brasil.
Se trata de una Torre troncocónica en albañilería con linterna y galería, de 22 metros de altura, pintada con bandas negras y blancas. El faro está construido en el interior del Fuerte de Santo Antonio de la Barra.

## Historia
En el siglo XVII, el puerto de Salvador era uno de los más transitados e importantes de continente, y era preciso auxiliar a la embarcaciones que llegaban a la Bahía de Todos los Santos en busca de pau-brasil y otras maderas preciosas, azúcar, algodón, tabaco y otros artículos, para abastecer el mercado consumidor europeo. 
A finales de ese siglo, y tras un trágico naufragio del Galeón Santíssimo Sacramento, de la flota de la Compañía General de Comercio de Brasil, en un banco de arena frente a la desembocadura del río Vermelho, el 5 de mayo de 1668, el Fuerte de Santo Antonio de la Barra fue reedificado. Durante o Governo General de Juan de Lancaster (1694-1702), el fuerte recibió un faro - un torreón cuadrangular con una linterna de bronce acristalada, alimentada a aceite de ballena. 
De acuerdo con el Instituto Geográfico e Histórico de Bahía, fue uno de los primeros de Brasil y uno de los más antiguos del Continente (1698). Era conocido como Vigia da Barra o Farol da Barra.

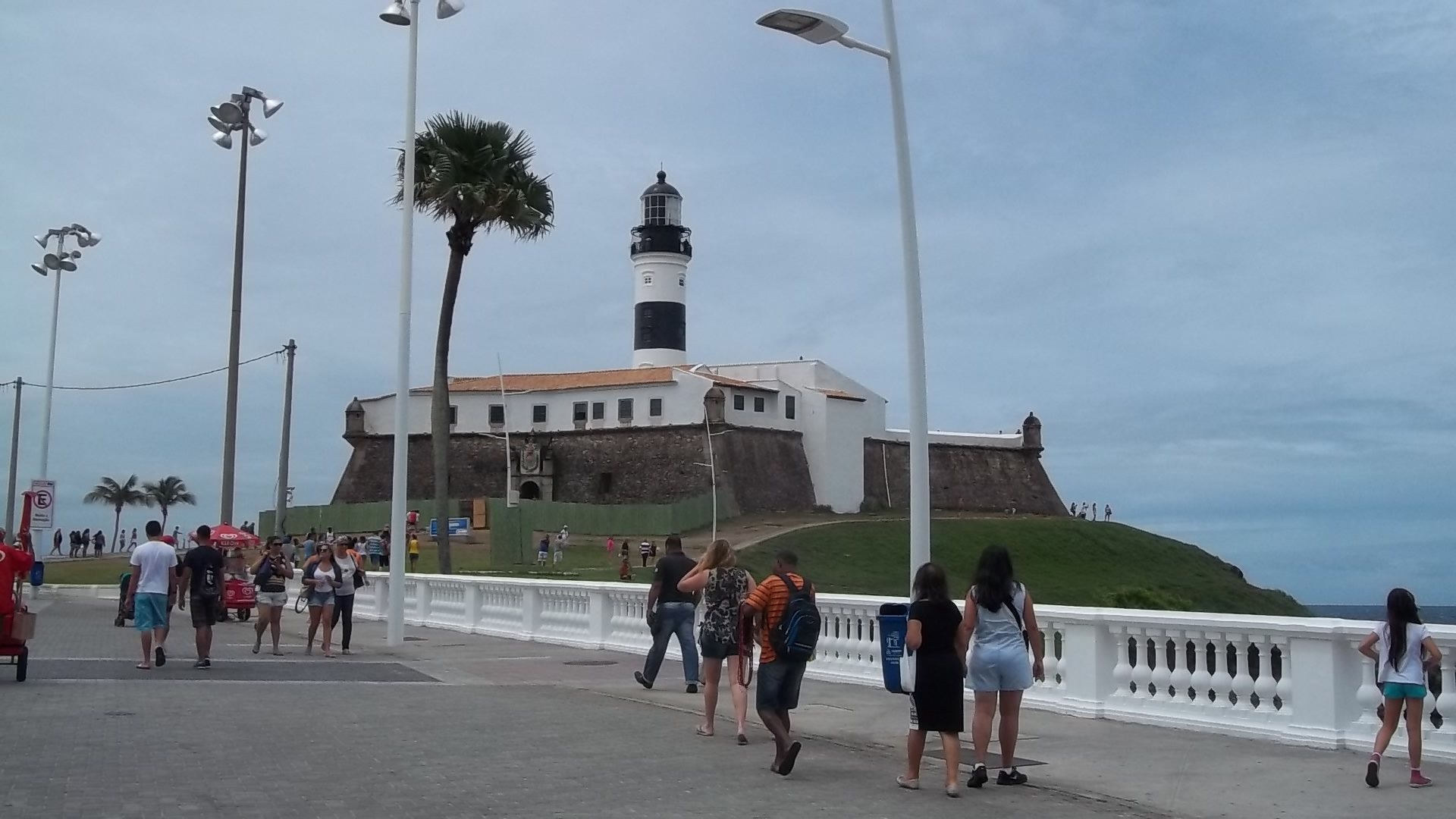
Faro de la Barra, en Salvador de Bahía en 2016.

El cuaderno de bitácora del corsario inglés William Dampier, en 1699, relata: «La entrada de la Bahía de Todos los Santos está defendida por el imponente Fuerte de Santo Antonio, cuyos lamparones encendidos y suspendidos para orientación de los navíos, vimos de noche».
El Decreto del 6 de julio de 1832 determinó la instalación de un faro más moderno, fabricado en Inglaterra, en sustitución del antiguo. Al término de las obras, inauguradas el 2 de diciembre de 1839, el nuevo equipamiento de luz se erguía sobre uma torre troncocónica, con alcance de dieciocho millas náuticas con tiempo claro.
En 1937, el antiguo sistema «Barbier» a queroseno de iluminación fue sustituido por luz eléctrica, conmemorándose el primer centenario del faro el 2 de diciembre de 1939. Actualmente el faro es considerado como uno de los iconos de la capital bahiana, inspirando artistas y poetas.